# 붉은숲쥐속
붉은숲쥐속(Nesomys)은 쥐아목 붉은숲쥐과에 속하는 설치류 속이다. 마다가스카르섬에서만 발견되며, 3종으로 이루어져 있다.

## 특징
중형 및 대형 설치류로 꼬리 길이 148~190mm를 제외한 몸길이가 160~270mm이고 몸무게는 최대 224.3g이다.

## 분포
마다가스카르섬 토착종으로 육상에서 서식한다.

## 하위 분류
- 동부붉은숲쥐 또는 흰배붉은숲쥐 (Nesomys audeberti)
- 서부붉은숲쥐 또는 램버튼붉은숲쥐 (Nesomys lambertoni)
- † Nesomys narindaensis
- 붉은숲쥐 또는 내륙생쥐 (Nesomys rufus)